# Доан Дик
Дик Доан (1937) — в'єтнамський дипломат. Надзвичайний і Повноважний Посол В'єтнаму в Україні.

## Життєпис
Народився в 1937 році у в'єтнамській провінції Ха Нам.
З 1959 по 1961 — співробітник МЗС В'єтнаму.
З 1961 по 1965 — співробітник посольства В'єтнаму у КНДР.
З 1966 по 1972 — співробітник Управління з обслуговування дипломатичного корпусу МЗС В'єтнаму.
З 1972 по 1977 — 2-й секретар посольства В'єтнаму в Монголії.
З 1978 по 1979 — помічник директора Управління з обслуговування дипломатичного корпусу МЗС В'єтнаму.
З 1979 по 1982 — заступнк директора Управління з обслуговування дипломатичного корпусу МЗС В'єтнаму.
З 1982 по 1989 — заступник керівника секретаріату МЗС В'єтнама.
З 1990 по 1992 — радник посольства В'єтнаму в Чехословаччині.
З 1993 по 1997 — заступник директора Фінансово-майнового управління МЗС В'єтнаму.
З 1997 по 2002 — Надзвичайний і Повноважний Посол В'єтнаму в Києві (Україна).